# Jiří Čeřovský
Jiří Čeřovský (* 23. května 1955 Semily) je český politik a pedagog, v letech 2004 až 2007 a 2020 až 2024 zastupitel Libereckého kraje, v letech 1994 až 2006 starosta a v letech 2019 až 2022 pak primátor města Jablonec nad Nisou, v mládí československý reprezentant v atletice, člen ODS.

## Život
Vystudoval chemii a biologii na Přírodovědecké fakultě Univerzity Karlovy v Praze (promoval v roce 1981). V roce 1984 úspěšně složil rigorózní zkoušky a získal tak titul doktora přírodních věd (RNDr.). Po absolvování vysoké školy vyučoval v letech 1984 až 1994 na Sportovní škole a gymnáziu v Jablonci nad Nisou, kde byl od roku 1990 i zástupcem ředitele. Od roku 2012 do roku 2019 působil na Základní škole Liberecká v Jablonci nad Nisou, kde zastupoval místo ředitele školy.
Jiří Čeřovský je ženatý, má jednu dceru.

## Sportovní kariéra
V sedmdesátých letech 20. století patřil k předním československým běžcům na krátké překážkové tratě (byl několikanásobným mistrem ČSSR v bězích na 50, 60 a 110 metrů překážek).
Začínal původně se sjezdovým lyžováním (1965–71), atletice se začal věnovat v Koloře Semily a Liazu Jablonec. Startoval čtyřikrát na evropském halovém šampionátu v běhu na 60 (resp. 50) metrů překážek – v roce 1977 postoupil do semifinále. Reprezentoval v sedmi mezistátních utkáních. Svůj osobní rekord v běhu na 110 metrů překážek 13,94 vytvořil v roce 1980.

## Politické působení
Do politiky se zapojil po sametové revoluci. Celkem tři volební období (1994 až 2006) byl starostou Jablonce za ODS.
Ve volbách do Senátu PČR v roce 2000 kandidoval za ODS v obvodu č. 35 – Jablonec nad Nisou. První kolo vyhrál se ziskem 30,44 %. Ve druhém kole se utkal se Soňou Paukrtovou (nestr. za Čtyřkoalici), která jej porazila v poměru hlasů 51,38 % : 48,61 %. Senátorem se tak nestal.
V krajských volbách v roce 2004 byl za ODS zvolen zastupitelem Libereckého kraje. V lednu 2007 na mandát rezignoval. Stal se totiž ředitelem Centra vzdělanosti Libereckého kraje a funkce člena zastupitelstva kraje je podle zákona neslučitelná s funkcí statutárního zástupce právnické osoby řízené nebo založené krajem, anebo v níž má kraj majetkovou účast.
Ve volbách do Senátu PČR v roce 2006 kandidoval za ODS v obvodu č. 35 – Jablonec nad Nisou. Stejně jako před 6 lety první kolo vyhrál se ziskem 36,63 %. Ve druhém kole se znovu utkal s obhajující senátorkou Soňou Paukrtovou (nestr. za SOS), která jej i tentokrát porazila v poměru hlasů 52,94 % : 47,05 %. Senátorem se tak opět nestal.
Od roku 2012 byl ředitelem Základní školy Liberecká v Jablonci nad Nisou. V komunálních volbách v roce 2018 obhájil jako člen ODS post zastupitele města Jablonec nad Nisou. Dne 18. září 2019 byl po odvolání dosavadního primátora Milana Kroupy z hnutí ANO 2011 zvolen novým primátorem města Jablonec nad Nisou. V tajné volbě mu dalo hlas 20 z 28 přítomných zastupitelů. Na spolupráci se nově dohodla ODS se zástupci hnutí ANO 2011 a zastupiteli zvolenými za Starosty pro Liberecký kraj. V komunálních volbách v roce 2022 již nekandidoval. Jeho nástupcem se stal v říjnu 2022 stranický kolega Miloš Vele.
V krajských volbách v roce 2020 byl za ODS zvolen zastupitelem Libereckého kraje. Na kandidátce původně figuroval na 12. místě, ale vlivem preferenčních hlasů skončil nakonec čtvrtý. Ve volbách v roce 2024 již nekandidoval.